# Muzeum Livingstone’a
Muzeum Livingstone’a (dawniej Muzeum Pamięci Davida Livingstone’a) - jest największym i najstarszym muzeum Zambii, w mieście Livingstone. Muzeum przedstawia liczne rekwizyty związane z lokalną historią, w tym zdjęcia, instrumenty muzyczne oraz rzeczy osobiste Davida Livingstone’a, odkrywcy i misjonarza. 

## Historia
Muzeum zostało założone jako Muzeum Pamięci Davida Livingstone’a  w 1934. W 1951 został oddany do użytku nowy budynek w stylu hiszpańsko-kolonialnym.
W 2005 przed budynkiem muzeum zostały odsłonięte pomniki Davida Livingstone’a, a także Emila Holuba, znanego czeskiego doktora, kartografa oraz etnografa, który wykonał pierwsze mapy regionu Wodospadów Wiktorii. 
Na przestrzeni lat muzeum było organizatorem wielu ekspedycji archeologicznych na terenie Zambii. W 1956 muzeum podjęło się wraz z Radą Narodową Zabytków Północnej Rodezji i Funadacją Wenner-Gren prowadzić prace archeologiczne na stanowisku Kalambo Falls.